# Arbella Stuart

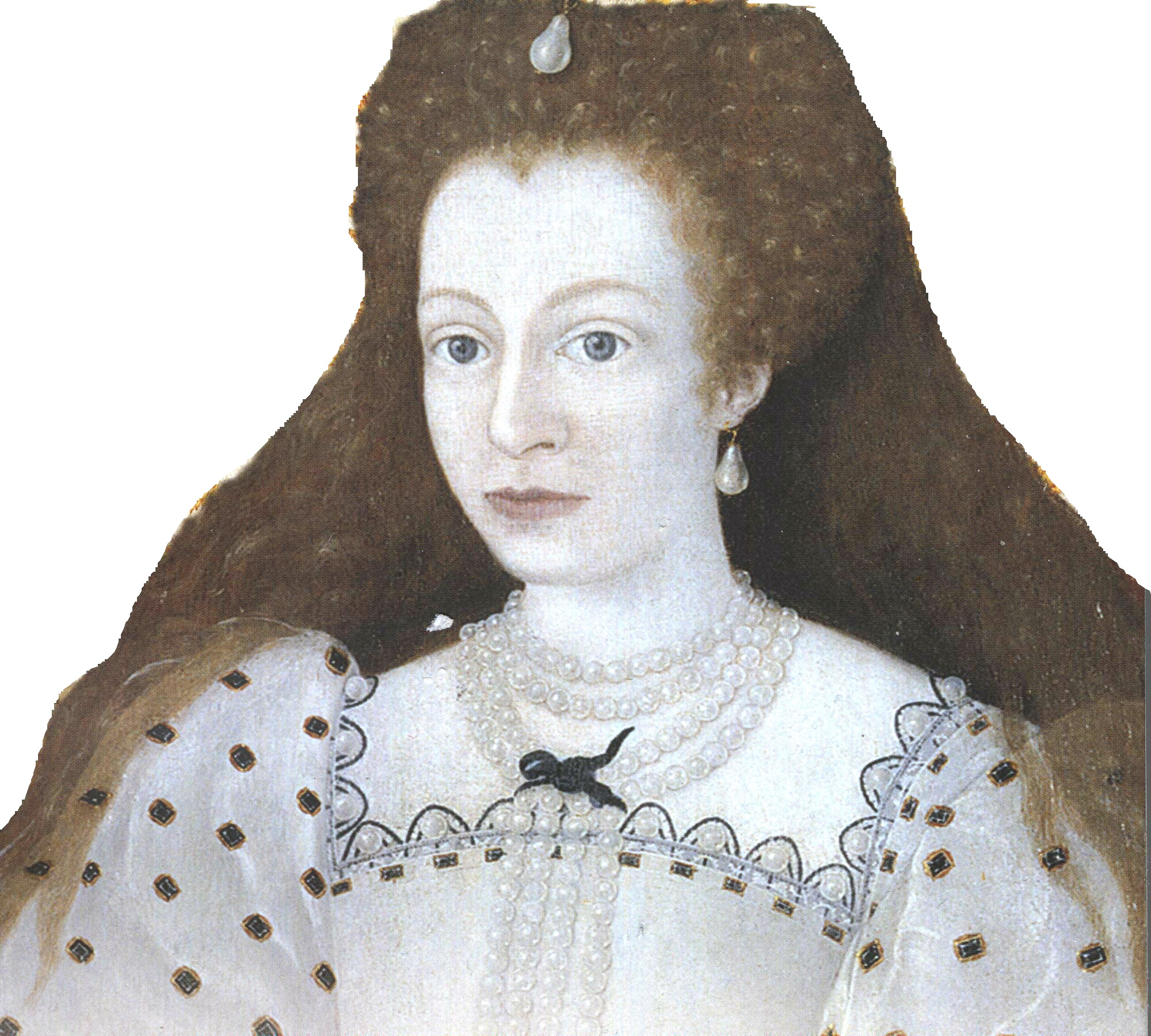
Lady Arbella Stuart im Jahr 1589

Lady Arbella Stuart (auch Arabella, Arbelle) (verheiratete Seymour, * 1575; † 27. September 1615 im Tower of London) war eine englische Adlige, Nichte der schottischen Königin Maria Stuart, Cousine des Königs Jakob I. und eine Ehrendame seiner Ehefrau Königin Anna. Über ihre Großmutter Margaret Douglas war sie eine Urenkelin der englischen Prinzessin und schottischen Königin Margaret Tudor und somit eine entfernte Verwandte von Königin Elisabeth.
In Elisabeths letzten Jahren wurde Arbella im In- und Ausland lange Zeit als mögliche Thronfolgerin gehandelt, da sie im Gegensatz zu Jakob von englischer Geburt war. Sie wurde daher auf Befehl Elisabeths bis zu ihrem 27. Lebensjahr unter strenger Obhut ihrer Großmutter mütterlicherseits, Bess of Hardwick, gehalten. Um ihrem eingeengten Dasein zu entfliehen, verstrickte sich Arbella mehrere Male in Komplotten. So versuchte sie heimlich eine Ehe mit einem weiteren Thronprätendenten zu schließen und behauptete, mit Hilfe eines erfundenen Liebhabers Verschwörungen gegen Königin Elisabeth aufdecken zu wollen. Aus diesem Grund hielten Zeitgenossen sie streckenweise für geistesgestört.
Erst unter Jakobs Herrschaft durfte Arbella an den Hof zurückkehren. Nach einer unerlaubten Heirat mit William Seymour, Enkel der ebenfalls königlichen Lady Catherine Grey, ließ Jakob seine Cousine bis zu ihrem Tod inhaftieren.

## Leben

### Kindheit
Arbella war das einzige Kind von Charles Stewart, 1. Earl of Lennox (1557–1576), aus dessen Ehe mit Elizabeth Cavendish (1555–1582). Als Tochter eines Earls führte sie seit Geburt das Höflichkeitsprädikat Lady. Die Ehe ihrer Eltern begann turbulent. Charles Stewarts Mutter war Margaret Douglas, Tochter der englischen Prinzessin und Königin von Schottland, Margaret Tudor. Somit war Charles ein potentieller Thronfolger, weshalb er für eine Heirat die Erlaubnis der Königin Elisabeth I. benötigte. Während eines Besuchs seiner Mutter Margaret Douglas bei Bess of Hardwick heiratete er jedoch völlig unerwartet Elizabeth Cavendish. Charles’ älterer Bruder Henry Stuart, Lord Darnley, hatte seinerzeit ohne Erlaubnis die schottische Königin Maria Stuart geheiratet, weshalb Elisabeth der Familie misstraute. Noch explosiver war die Tatsache, dass Bess’ Ehemann George Talbot, 6. Earl of Shrewsbury, Wächter der gefangenen Maria Stuart war und diese beherbergte. Abgesehen davon war Königin Elisabeth außer sich, dass ein weiterer Verwandter ohne Erlaubnis geheiratet hatte. Wenig später fand sich Margaret Douglas für die Ehe ihres Sohnes zum dritten Mal im Tower of London inhaftiert, wenngleich sie nach kurzer Zeit wieder entlassen wurde.

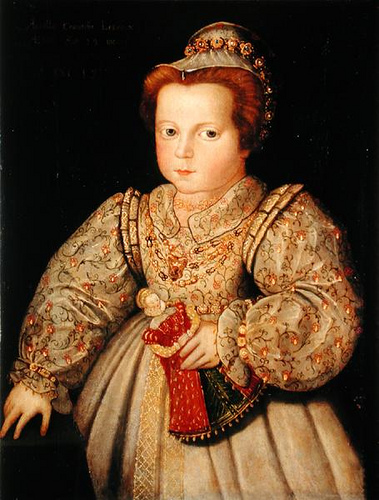
Arbella Stuart als Zweijährige

Arbellas genaues Geburtsdatum ist unbekannt. Margaret Douglas schrieb am 10. November 1575 ihrer gefangenen Nichte Maria Stuart: „Ich schulde Eurer Majestät meinen untertänigsten Dank für Eure Erinnerung und Großzügigkeit an unsere kleine Tochter hier“, weshalb Arbellas Geburt vor diesem Zeitpunkt stattgefunden haben muss. Arbella selbst erklärte später, sie sei am 6. Februar 1603 siebenundzwanzig Jahre alt geworden. Ihr Name, ungewöhnlich für die damalige Zeit, wurde möglicherweise von der schottischen Königin Annabella Drummond abgeleitet, da Arbella über ihren Großvater väterlicherseits, Matthew Stewart, 4. Earl of Lennox, auch einen Anspruch auf den schottischen Thron hatte. Ein Jahr nach ihrer Geburt starb ihr Vater Charles und Arbella lebte bis zum Frühling 1578 bei ihrer Großmutter Margaret Douglas, der sie laut Zeitgenossen sehr ähnlich sah. Obwohl sie als Charles’ Tochter Ansprüche auf dessen Nachlass einschließlich des Titels einer Countess of Lennox gehabt hätte, verweigerten ihr die Schotten die dazugehörigen Ländereien und verliehen den Titel stattdessen dem nächstberechtigten männlichen Verwandten, einem Onkel ihres Vaters.
Margaret Douglas starb im März 1578 und vermachte Arbella ihre Juwelen. Allerdings behauptete ihr Testamentsvollstrecker Fowler wenig später, sie seien ihm gestohlen worden. Pikanterweise fanden die Juwelen ihren Weg zu Arbellas Cousin Jakob, weshalb mitunter vermutet wird, dass Fowler sie nach Schottland schmuggelte. Auch sonst blieb Arbella wenig vom Erbe ihrer Großmutter. Kurz nach Margaret Douglas’ Beerdigung konfiszierte Königin Elisabeth die verbliebenen Lennox-Ländereien als Gegenleistung für das fürstliche Begräbnis, das sie ihrer Cousine ausgerichtet hatte. Am 21. Januar 1582 starb Arbellas Mutter. Sie wurde in die Obhut ihrer zweiten Großmutter gegeben, Bess of Hardwick, die das Kind als ihr „Juwel“ bezeichnete.
Bess setzte wenige Tage nach Elizabeths Tod alle Hebel in Bewegung, um Arbella eine Leibrente zu sichern. Auch betrachtete sie es als ihre Pflicht, dem Mädchen eine Ausbildung zu ermöglichen, wie sie einer Prinzessin zustand. „Ich sorge für ihre Bildung, als wäre sie mein leibliches, einziges Kind und weitaus mehr, da sie mit ihrer Majestät blutsverwandt ist“. Arbella erhielt daher Unterricht in Latein, Italienisch, Französisch, Spanisch, Griechisch und sogar Hebräisch. Da Bess eine Zeitlang mit Maria Stuart befreundet war und viel Zeit mit ihr verbrachte, ist es möglich, dass Arbella ihre angeheiratete Tante persönlich kannte. Maria schrieb liebevoll von „Arbelle, meiner Nichte“ und unterstützte ihren Anspruch auf die Lennox-Ländereien. Nach Marias Hinrichtung erbte Arbella ihr Book of Hours, eine Mischung aus Gebetbuch und Tagebuch.

### Bedeutung für die Thronfolge
Durch ihre Abstammung von Margaret Tudor hatte Arbella einen Anspruch auf die englische Krone. Elisabeth selbst war alt und kinderlos, weshalb die Linie Heinrichs VIII. mit ihr ausstürbe. Somit rückten die Nachkommen seiner Schwestern Margaret und Mary Tudor in den Vordergrund. Laut der Gesetze der Primogenitur standen die Nachkommen Margaret Tudors an erster Stelle, da Margaret die älteste Schwester war. Margarets Urenkel Jakob I., Sohn Maria Stuarts und ihres Cousins Henry Stuart, Lord Darnley, war bereits König von Schottland und hatte den besten Anspruch. Seine beiden Eltern stammten von Margaret Tudor ab, Maria Stuart von der älteren Linie mit der höchsten Seniorität. Allerdings waren Ausländer traditionell von der englischen Thronfolge ausgeschlossen, weshalb sein Anspruch nicht unangefochten war.
Weitere Abkömmlinge Margaret Tudors waren die Nachkommen ihrer Tochter Margaret Douglas. Ihre Söhne, Lord Darnley und Charles Stuart, starben früh und vermachten ihren Anspruch auf den Thron ihren jeweiligen Kindern – Jakob und Arbella. Manche Zeitgenossen fanden Arbellas Recht für besser begründet als das Jakobs, weil sie im Gegensatz zu ihm in England geboren war. Einige hielten sie für die rechtmäßige Nachfolgerin Königin Elisabeths. Problematisch war, dass Heinrich VIII. in seinem Testament Margaret Tudors Nachkommen von der Thronfolge ausgeschlossen und stattdessen die Nachkommen seiner jüngeren Schwester Mary begünstigt hatte.

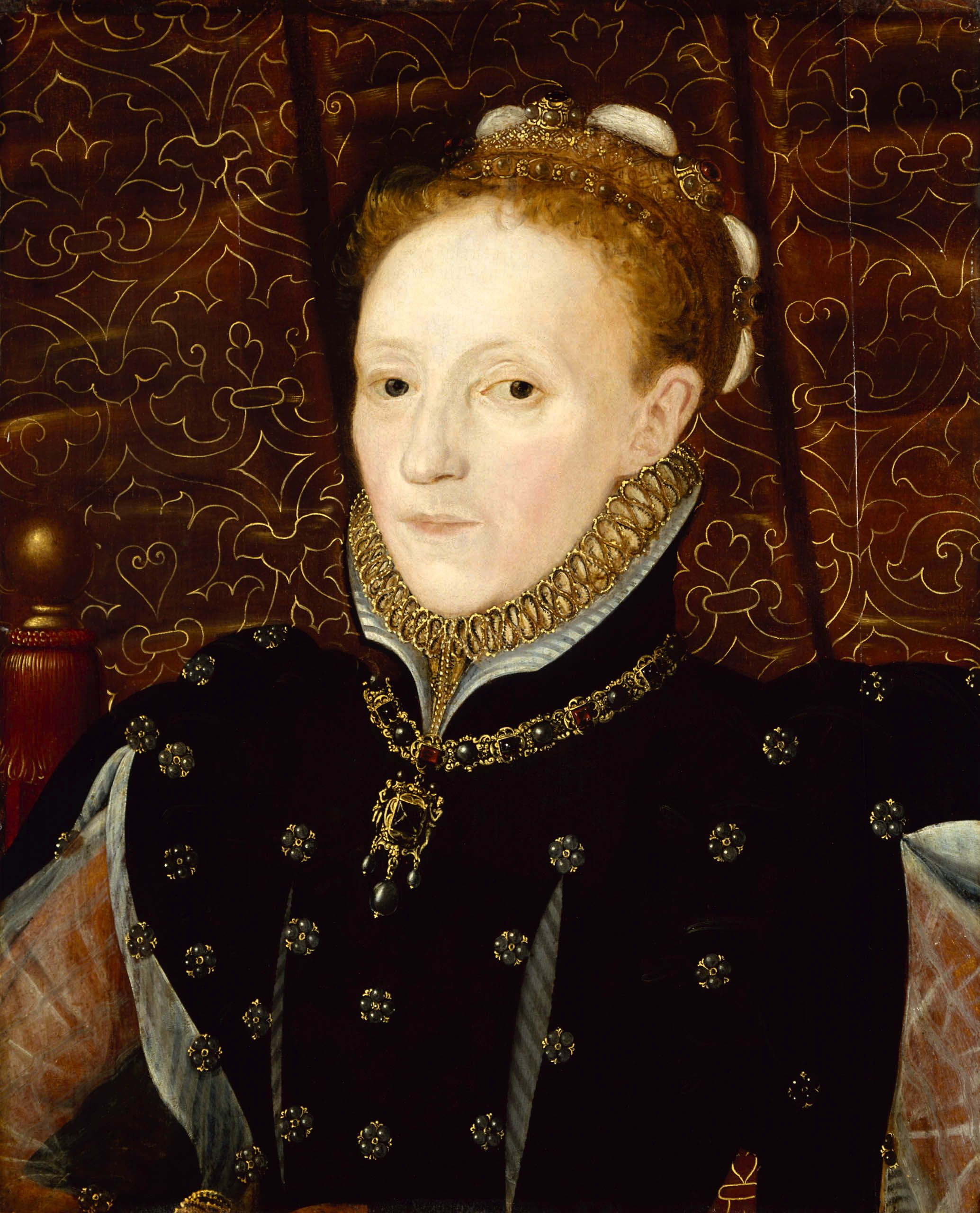
Elisabeth I. von Hans Eworth, um 1570

Elisabeth bevorzugte jedoch zeit ihres Lebens den Anspruch Maria Stuarts und später Jakob I., fürchtete aber stets, sich durch die vorzeitige Benennung eines Nachfolgers verwundbar zu machen. Daher nutzte sie Arbellas Existenz, um  Jakob im Ungewissen zu halten. So sagte sie zur Ehefrau des französischen Botschafters, während sie auf Arbella zeigte: „Seht sie Euch gut an, eines Tages wird sie wie ich sein und eine große Herrin. Aber ich werde vorher gegangen sein.“
Arbella war sich ihres besonderen Status durchaus bewusst. Ihre Großmutter Bess bestand darauf, dass die Diener zu Hause vor ihr knieten und sie mit „Hoheit“ ansprachen. Auch war sie durch ihre königliche Abstammung eine begehrte Partie. Schon 1584 hatte der langjährige Favorit der Königin, Robert Dudley, 1. Earl of Leicester, für seinen Sohn um Arbellas Hand geworben. Allerdings starb der Junge kurz darauf. Königin Elisabeth nutzte Arbellas königliche Abstammung eine Weile für Heiratsversprechen mit dem Ausland, um sich politische Bündnisse offen zu halten. So schlug sie u. a. vor, Arbella mit Ranuccio Farnese, dem Herzog von Parma, zu verheiraten.
Als Arbella im Alter von 13 Jahren zum ersten Mal bei Hofe erscheinen durfte, empfing die Königin sie mit allen Ehren und erlaubte ihr, während des Essens an ihrem Tisch neben ihr zu sitzen, eine außergewöhnliche Ehre. Arbella sollte später erzählen, dass die Königin sie als „Adlerjunges von ihrer eigenen Art“ bezeichnet habe und sie machte auch bei den Höflingen einen guten Eindruck. Doch bereits ein Jahr später, als Arbella ein weiteres Mal bei Hofe war, ereignete sich ein Zwischenfall, der dazu führte, dass die Königin Arbella nach Hause sandte. Der venezianische Botschafter schrieb, Arbella

„zeigte solchen Hochmut, dass sie bald den ersten Platz beanspruchte. Eines Tages, als sie in die Kapelle ging, gab sie sich selbst den Vortritt vor allen Fürstinnen, die in den Gemächern ihrer Majestät waren; auch wollte sie nicht zurücktreten, wie es ihr der Zeremonienmeister mehrere Male gebot, denn sie sagte, nach Gottes Willen sei dies der allermindeste Platz, der ihr zustünde. Daraufhin sandte die Königin sie empört zurück in ihr privates Dasein, ohne sie vor ihrem Abschied auch nur noch einmal zu sehen.“

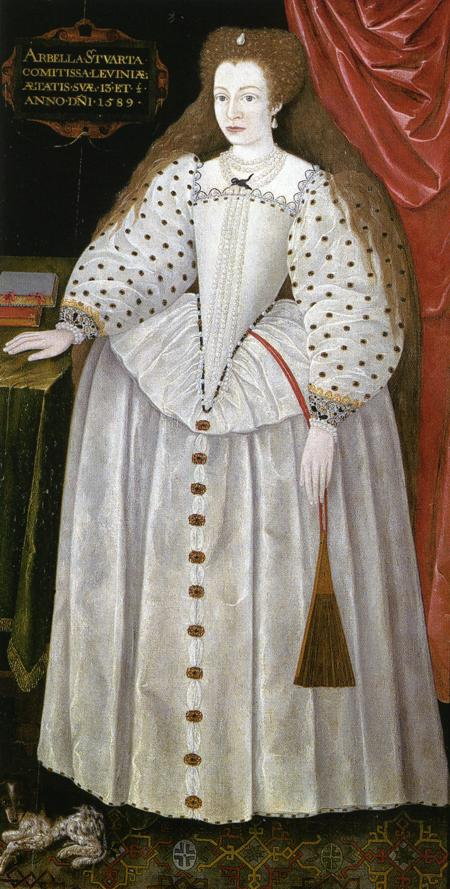
Arbella Stuart um 1589, Künstler unbekannt

Ob sich dieser Vorfall tatsächlich so abspielte, ist ungewiss, da einige weitere Informationen des venezianischen Botschafters in diesem Brief nachweislich falsch sind. Zudem hatte er den Vorfall nicht persönlich beobachtet, sondern lediglich davon gehört. Nach den Gesetzen des Hofprotokolls hätte Arbella in der Tat der Vortritt vor den anderen Damen zugestanden. Andere Quellen besagen, dass die Königin eifersüchtig wurde, als Arbella zu vertraut mit Robert Devereux, dem jungen Favoriten der Königin, wurde. Noch Jahre später erinnerte sich Arbella dankbar an ihren „edlen Freund, der mich in seinem größten, glücklichen Geschick beehrte, trotz des Risikos, die Gunst ihrer Majestät für ihn zu verdunkeln“. Von allen Streitigkeiten bei Hofe abgesehen war die Königin vollauf mit Vorbereitungen gegen die Spanische Armada beschäftigt und hatte daher allen Grund, sämtliche Mitglieder der königlichen Familie so weit wie möglich von eventuellen Kriegsschauplätzen zu entfernen. In jedem Fall wurde Arbella nach Wingfield, Derbyshire geschickt.
Obwohl die Bedrohung durch die Armada abgewandt wurde, verblieb Arbella unter der Vormundschaft ihrer Großmutter. Allerdings begannen sich erste Konflikte abzuzeichnen. Kurz nach dem Sieg über die Armada bat Nicholas Kinnersley, Verwalter von Wingfield, Bess möge kommen und ihre Enkelin zur Ordnung rufen, da diese sich seit sechs Tagen geweigert hatte, zum Unterricht zu erscheinen. George Talbot selbst erzählte einem Freund, dass Arbella „daran gewöhnt war, mit meiner Frau und ihrer Tochter Mary die Oberhand zu behalten, doch nun ist es anders, wie mir gesagt wurde, denn ihnen wurde von Freunden am Hof mitgeteilt, dass es Abneigung hervorrief“. Erst im Jahr 1591 wurde sie an den Hof zurückgerufen, offiziell um ihre Heirat zu besprechen und dafür Porträts von ihr anfertigen zu lassen. Gemeinsam mit ihrer Großmutter verbrachte sie das Weihnachtsfest bei Hofe. Auch wurde sie zum ersten Mal per Brief von ihrem Cousin König Jakob kontaktiert. Im Frühjahr 1592 verließ sie den Hof wieder. Sie sollte ihn für den Rest von Elisabeths Herrschaft nicht wieder betreten.
Die nächsten Jahre verbrachte Arbella isoliert auf dem Lande unter der Obhut ihrer Großmutter, mit der sie sich immer häufiger im Konflikt befand. Bess hielt sie unter sehr strenger Aufsicht.

„Arbell bleibt nicht lange auf, wenn sie sich an der frischen Luft bewegt, dann nur in der Nähe des Hauses und in Begleitung; sie stattet niemandem in dessen Haus Besuche ab, ich sehe sie jede Stunde und sie schläft in meiner Kammer.“

Grund für diese strenge Bewachung waren u. a. Gerüchte, dass die Katholiken planten, Arbella nach Flandern zu entführen, sei es, um sie später als Königin zu inthronisieren oder um Platz zu schaffen für die katholischen Nachkommen Margaret Cliffords, einer Enkelin Mary Tudors. Über Arbellas Religion wurde spekuliert, doch sie selbst sagte, sie würde mit „Papisten, Türken, Juden oder Ungläubigen“ gehen, wenn es ihr nur die Freiheit gab.
Im Laufe der Jahre empfand sie das Leben mit ihrer Großmutter als immer restriktiver, doch Elisabeths Rat, insbesondere Robert Cecil, war damit beschäftigt, eine friedliche Thronbesteigung König Jakobs vorzubereiten. Aus diesem Grund hatten sie kein Interesse daran, dass Jakobs Rivalin Arbella öffentliche Aufmerksamkeit erregte und möglicherweise Verbündete um sich scharte. Doleman, Autor des Buches A Conference about the Next Succession to the Crown of England, fasste zusammen, dass Arbella „überhaupt nicht mit dem englischen Adel verbündet ist, außer vielleicht mit dem [7.] Earl of Shrewsbury aus Freundschaft zu seiner alten Schwiegermutter. Ich sehe keinen Edelmann in England, der ihr aufgrund von Verwandtschaft oder Bündnissen folgen würde.“ Durch ihre Isolation war Arbella nicht in der Lage, Anhänger zu finden, um ihren Anspruch auf den Thron zu verteidigen.

### Rebellion
Nach jahrelangen Kämpfen mit ihrer alternden Großmutter und ohne Aussicht auf eine Ehe nahm Arbella, mittlerweile 27 Jahre alt, im Frühling 1603 Kontakt zu Edward Seymour, 1. Earl of Hertford, auf und schlug ihm eine Ehe zwischen ihr und seinem Enkel Edward vor. Historiker sind sich uneinig, ob sie mit einer Eheschließung lediglich ihrer dominanten Großmutter entkommen oder ihren Anspruch auf den Thron durch die Verbindung mit einer anderen königlichen Linie bekräftigen wollte. Da Seymours Enkel von Catherine Grey abstammte, einer Enkelin Mary Tudors, hätte eine solche Ehe eine dynastische Bedrohung für Königin Elisabeth und ihren bevorzugten Thronfolger Jakob dargestellt. Arbella beauftragte also John Dodderidge, einen Angestellten, Hertford die Botschaft zu überbringen, dass ihre Onkel an dieser Ehe interessiert seien. Auch bat sie, dass ihr potentieller Bräutigam Edward Seymour unter einem fantasievollen Vorwand und ausgestattet mit geheimen Erkennungszeichen zu ihr kommen sollte, damit sie sehen konnte, „ob sie einander mögen könnten“.
Ihr ausgetüftelter, komplizierter Plan machte die Sache noch verdächtiger, als sie ohnehin schon war. Hertford, der für seine Ehe mit Catherine selbst im Tower gesessen hatte, distanzierte sich daher eiligst von Arbella und schaltete den Kronrat ein. Elisabeth, außer sich über eine erneute potentielle unerlaubte Heirat, entsandte Sir Henry Brounker zu Arbella, der sie tagelang befragte und verhörte. Zunächst leugnete Arbella, jemals mit Hertford in Kontakt getreten zu sein, doch angesichts des Geständnisses, das Dodderidge abgelegt hatte, geriet sie in Panik. Brounker legte ihr nahe, einen Bericht über ihre sämtlichen Handlungen zu schreiben, doch ihr erster Entwurf war „konfus, verworren und wahrlich lächerlich... kein Brief, der würdig wäre, von mir überbracht oder von ihre Majestät gelesen zu werden“. Er verbrachte Tage damit, Arbella einen vernünftigen Bericht abzuringen und kam dabei mehr und mehr zu der Auffassung, dass „ihr Verstand völlig durcheinander war, entweder aus Angst vor ihrer Großmutter oder aus eigener Einbildung“. Der Gedanke, dass Arbella nicht bei Verstand war, sollte später erneut zu ihrem Nachteil aufgegriffen werden.

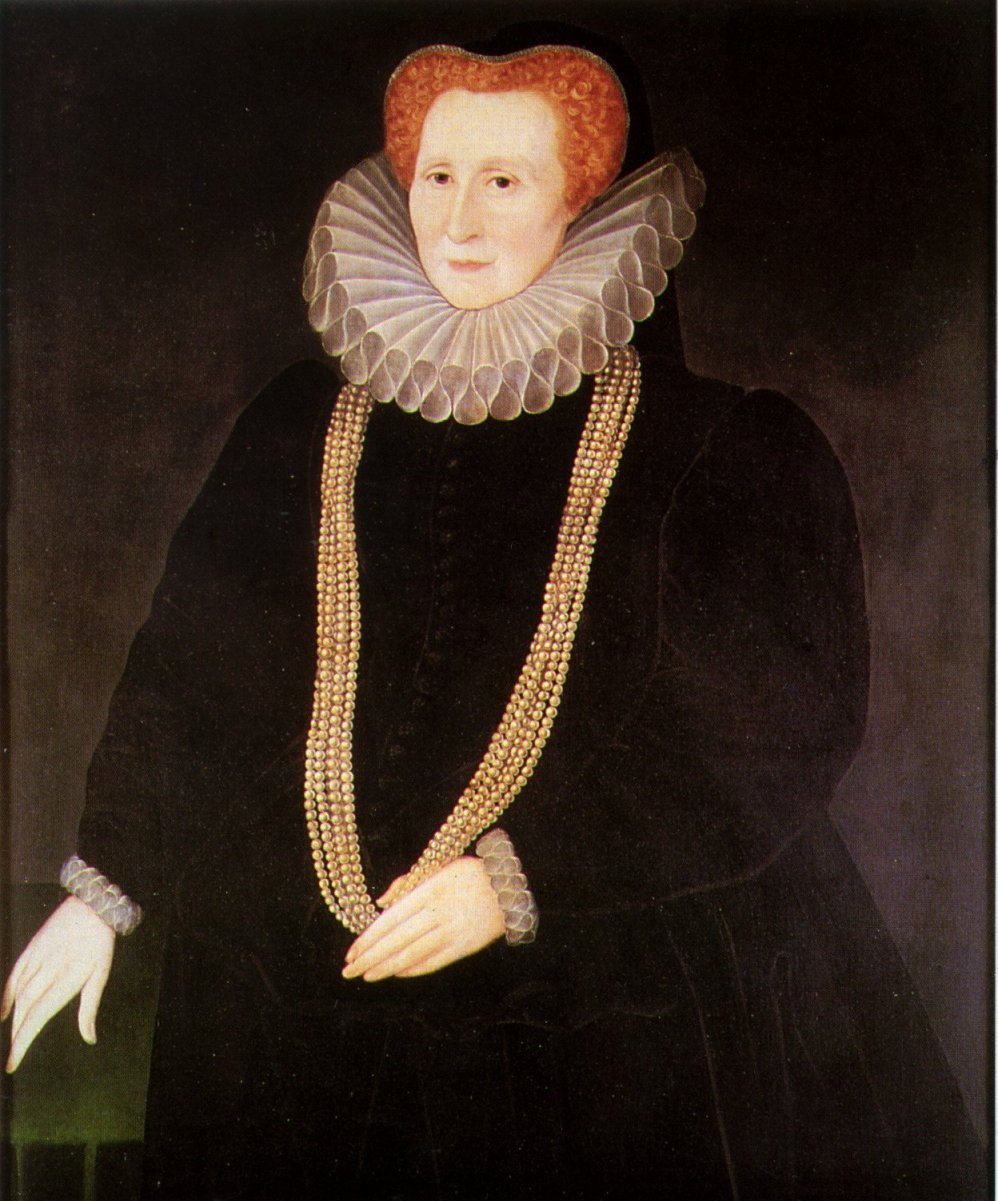
Bess of Hardwick von Rowland Lockey, um 1592

In den nächsten Wochen wurde Arbella scharf beobachtet, ihre Briefe abgefangen und geöffnet. Bess of Hardwick, die ihre Enkelin immer schwieriger fand, bat die Königin darum, Arbella in die Obhut eines anderen geben zu dürfen. Doch zu ihrer beider Frustration wurde angeordnet, dass Arbella bei Bess blieb. Zu diesem Zeitpunkt war bereits abzusehen, dass die Königin nicht mehr lange leben würde und dem Rat ging es in erster Linie darum, Arbella bis zu Jakobs Thronbesteigung im Hintergrund zu halten. Offiziell hieß es schließlich, dass Arbella von falschen Freunden verleitet worden war und sich in Zukunft vernünftiger verhalten sollte. In einem Brief an die Königin gelobte Arbella Besserung, bat sie aber verzweifelt um mehr Freiheit, als ihre strenge Großmutter ihr zugestehen wollte, und um Erlaubnis, an den Hof zurückkehren zu dürfen. Bess selbst schrieb mehrere Bittbriefe an Elisabeth, da der Konflikt zwischen ihr und Arbella eskalierte. Beides wurde von der Königin ignoriert.
Da unerlaubte Liebschaften die einzige Möglichkeit schienen, Aufmerksamkeit auf ihre unglücklichen Umstände zu lenken, griff Arbella schließlich auf einen angeblichen Liebhaber zurück. Im Verlauf des Frühjahrs schrieb sie diverse Briefe an den Hof, deren Inhalt so verworren war, dass an ihrer geistigen Gesundheit gezweifelt wurde. So behauptete sie nun, ihr Heiratsangebot an Hertford wäre lediglich eine Provokation gewesen, um die trügerischen Absichten der Seymours ans Licht zu bringen. Hintergrund ihrer Aktion sei es gewesen, die Königin auf die Komplotte hinter ihrem Rücken aufmerksam zu machen und deren Gunst zurückzugewinnen. Unterstützung hätte sie von ihrem Geliebten erhalten, den die meisten Historiker für reine Fiktion halten. In ihren Briefen drängte sie darauf, endlich als erwachsene Frau agieren und ihre Diener und Freunde selbst aussuchen zu dürfen. Auch wollte sie wissen, wie lange sie noch das „Joch der Knechtschaft“ tragen sollte. Aus ihren Briefen geht hervor, dass es für sie in Hardwick Hall keine Privatsphäre gab, da ihre Großmutter ihr in alle Räume folgte und Arbellas Diener einschüchterte.
Einmal mehr wurde Brounker zu Arbella gesandt mit dem Auftrag, die Identität ihres angeblichen Liebhabers herauszufinden. Erneut verstrickte sie sich in Widersprüche. Einmal behauptete sie, er wäre reine Fiktion, ein anderes Mal benannte sie ihren Cousin Jakob, den König von Schottland. Auch drohte sie ihrer Großmutter mehrfach mit Hungerstreik. Während sie damals von Zeitgenossen als geistesgestört betrachtet wurde – Robert Cecil notierte, „Ich denke, sie hat ein paar seltsame Dämpfe im Gehirn“ – existiert heute die Theorie, dass Arbella an der damals unbekannten Porphyrie litt. Zum einen würde es Arbellas regelmäßig wiederkehrende Bauchschmerzen erklären und zum anderen können als Symptome auch Psychosen auftreten. Auch teilten diverse Verwandte diese Symptome, u. a. ihr Cousin Jakob und ihre entfernte Verwandte Eleanor Brandon. Während der nächsten Wochen schrieb sie mehrere verworrene Briefe und schmiedete abenteuerliche Fluchtpläne.

### Cousine des Königs
Ende März 1603 starb Königin Elisabeth und Jakob, König von Schottland, folgte ihr auf den Thron. In einem Brief an ihn beteuerte Arbella, dass sie „keinen anderen Ehemann, keinen anderen Status und kein anderes Leben wünschte als das, welches König Jakob, ihr Cousin und Herr, bereit war ihr zuzuteilen.“ Das Angebot, auf Elisabeths Beerdigung als Chief Mourner zu agieren, eine hochangesehene, zeremonielle Aufgabe, lehnte sie ab mit der Begründung, dass ihr zu Lebzeiten der Königin jeder persönliche Kontakt verweigert worden war und sie nicht nach ihrem Tod für ein Massenspektakel auf die Bühne gebracht werden wollte. Jakob empfing seine Cousine bei Hofe und gestattete ihr, selbst zu entscheiden, wo sie leben wollte. Arbella bezog daraufhin Sheen und konzentrierte sich zunächst darauf, ihr Jahreseinkommen zu sichern. Mit der Ankunft Königin Annas wurde Arbella ihre Ehrendame. Oft trug sie die Schleppe der Königin und erhielt nach ihr den Vortritt vor allen anderen Damen bei Hofe. Dennoch lebte sie, von offiziellen Auftritten abgesehen, eher zurückgezogen.

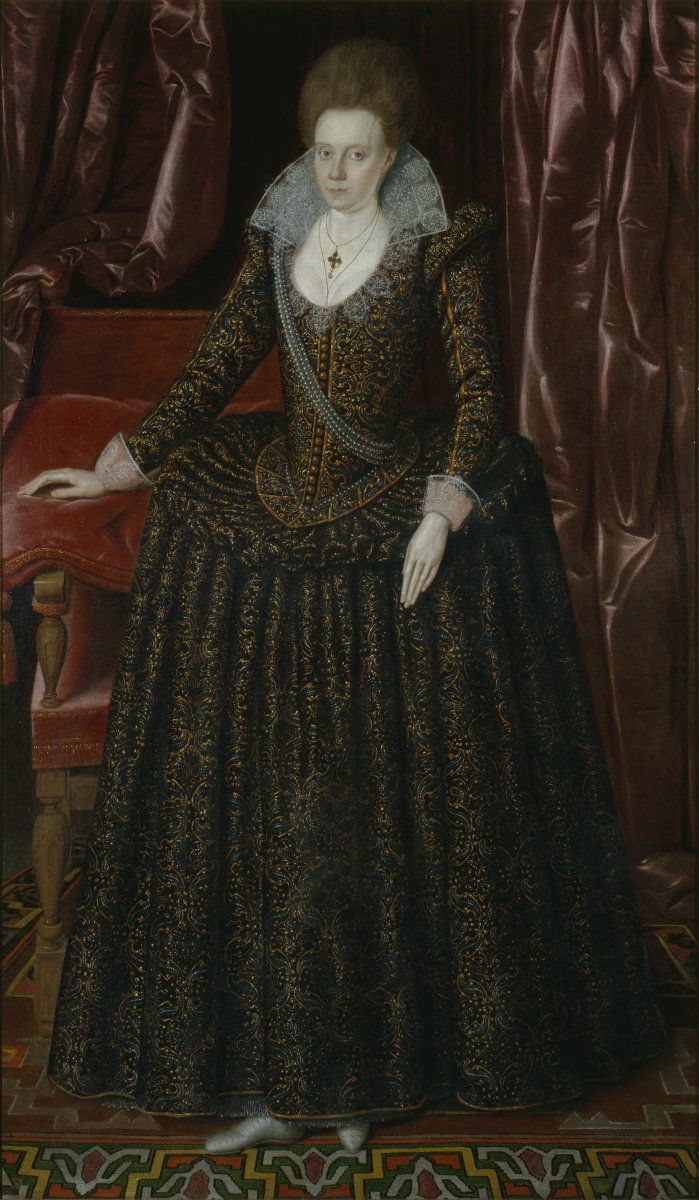
Möglicherweise Arbella Stuart von Marcus Gerards dem Jüngeren

Nur kurze Zeit nach Arbellas Ankunft bei Hofe wurde sie der Mittelpunkt einer Verschwörung gegen König Jakob. Laut offizieller Lesart hatten mehrere Adlige, unter ihnen Sir Walter Raleigh, die Ermordung des Königs und seines ältesten Sohnes Henry geplant, um Arbella auf den Thron zu bringen. Zu diesem Zweck sandte Lord Cobham ihr einen kompromittierenden Brief, in dem er sie anwies, mit dem spanischen König Philipp III. in Kontakt zu treten. Sie sollte laut Cobham Toleranz für Katholiken und keine weitere Unterstützung für niederländische Protestanten versprechen und ohne seine Erlaubnis keine Ehe schließen. Da sich unautorisierter Kontakt zu ausländischen Monarchen an der Grenze zum Hochverrat bewegte, händigte Arbella den Brief sofort der Obrigkeit aus. Bei Raleighs Gerichtsverhandlung war Arbella zugegen und wurde von Robert Cecil energisch verteidigt.

„Hier ist Lady Arbella Stuart erwähnt worden, des Königs nahe Anverwandte. Lasst uns nicht durch konfuse Worte die Unschuldigen schockieren. An all diesen Dingen ist sie genauso unschuldig wie ich oder jeder Mann hier; sie erhielt lediglich einen vorbereitenden Brief von Lord Cobham, den sie verlachte und an den König sandte. So weit entfernt war sie von Unzufriedenheit, dass sie ihn verächtlich auslachte.“

Historiker sind sich uneins, ob Arbella tatsächlich ahnungslos war. Es besteht durchaus die Möglichkeit, dass sie Jakobs wachsende Unbeliebtheit zu ihren Gunsten nutzen wollte. Andererseits ist es eben so gut möglich, dass Robert Cecil von der Verschwörung wusste und Arbella nutzte, um sie zu einem kontrollierten Ende zu bringen. Offiziell konnte Arbella keine Schuld nachgewiesen werden, Raleigh hingegen wurde für schuldig befunden.
Trotz ihres hohen Ansehens bei Hofe und des ehrenvollen Amtes als Fleischschneiderin der Königin war Arbella nach wie vor finanziell abhängig. Die Leibrente, die Jakob ihr zugesichert hatte, genügte nicht, um das kostspielige Leben bei Hofe zu finanzieren. In Briefen an ihren Onkel Gilbert kritisierte sie des Öfteren die Frivolitäten des höfischen Lebens.

„Täglich sehe ich, wie sich die Schönsten verleiten lassen und bereitwillig und wissentlich vom Fürsten der Finsternis verführt werden. Ich wage nicht, Euch zu schreiben, wie es mir geht, denn würde ich sagen, gut, müsste ich sehr getadelt werden; würde ich sagen, schlecht, würdet Ihr es mir nicht glauben, da ich so fröhlich bin. In dieser lächerlichen Welt zu leben würde Heraklit [den „weinenden Philosophen“] in Demokrit [den „lachenden Philosophen“] verwandeln und es würde Demokrit in Heraklit verwandeln, in dieser verdorbenen Welt zu leben.“

Anstelle der in ihren Augen kindischen Spiele bei Hofe beschäftigte sich Arbella lieber mit ihrer Lektüre und wurde gerühmt für ihre Gelehrsamkeit. Mehrere Autoren widmeten ihr ihre Werke, unter anderem David Hume, John Wilbye, John Owen, Richard Brett und Hugh Holland. George Chapman, Übersetzer der Ilias, bezeichnete sie als „unsere englische Athene, keusche Gebieterin der Tugend und Gelehrsamkeit“. Auch verhalf sie ihrem Verwandten William Cavendish zu einem Baronstitel.

### Heirat mit William Seymour
Trotz finanzieller Schwierigkeiten lebte Arbella mehrere Jahre am englischen Hof, unterbrochen lediglich von Besuchen ihrer Familie. Im Jahr 1609 allerdings deutete sich eine Krise an. Mit ihren vierunddreißig Jahren hatte Arbella längst das übliche Alter für Eheschließungen überschritten und aufgrund ihrer königlichen Abstammung benötigte sie Jakobs Erlaubnis für eine Heirat. Abgesehen von vagen Versprechungen, ihr bei ihrer Hochzeit all ihre Ländereien zurückzugeben, hatte der König keine Anstalten gemacht, seine Cousine zu verheiraten, obwohl es Bewerber um ihre Hand gab. Möglicherweise war Jakob daran gelegen, dass sie unverheiratet blieb, da ihre legitimen Kinder einen Anspruch auf den Thron gehabt und somit potentielle Rivalen für seine eigenen Erben dargestellt hätten. Gerüchte um eine angeblich geplante Hochzeit Arbellas mit einem Schotten aus der Familie ihrer Großmutter Margaret Douglas ließen sie im Dezember 1609 in Ungnade fallen. Der venezianische Botschafter Correr schrieb im Januar 1610, dass Arbella sich über ihr geringes Budget beschwerte und um Erlaubnis bat, heiraten zu dürfen. In dem Versuch, seine Cousine zu beschwichtigen, erhöhte Jakob ihre Leibrente, ohne ihr jedoch einen Heiratskandidaten vorzuschlagen.

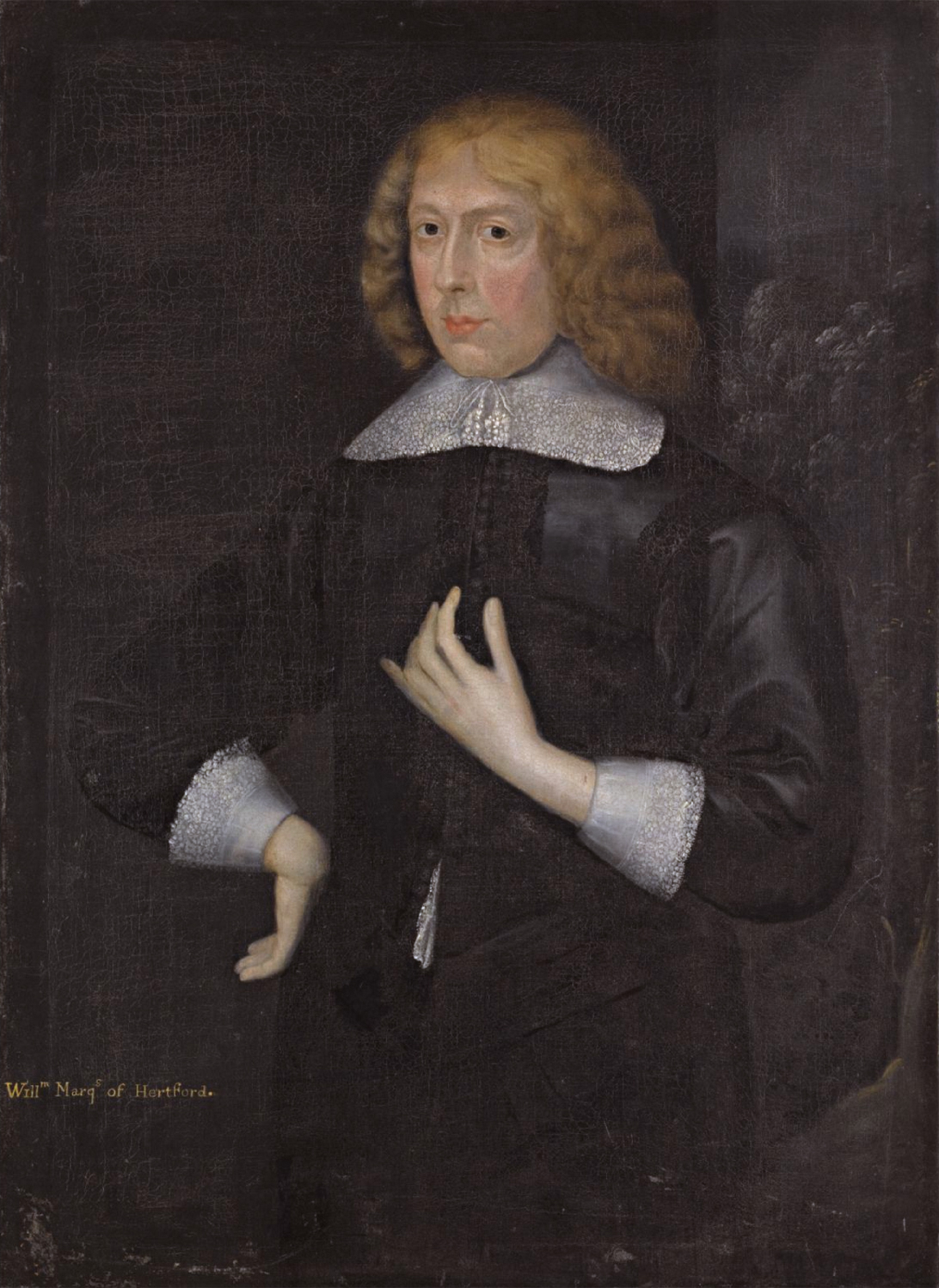
William Seymour von Gilbert Jackson

Schließlich ergriff Arbella selbst die Initiative. Am 2. Februar 1610 verlobte sie sich heimlich und ohne Wissen des Königs mit Sir William Seymour, einem Enkel Catherine Greys. Somit stammte er von Mary Tudor ab, deren Nachkommen dem Testament Heinrichs VIII. zufolge die rechtmäßigen Thronerben waren. Wann die beiden sich zum ersten Mal trafen und ob es ursprünglich eine Liebesheirat war, ist unbekannt. Möglicherweise war sie zunächst praktisch motiviert, da sie als Angehörige der Königsfamilie nur eine begrenzte Auswahl an potentiellen Ehemännern hatte. Der fast dreizehn Jahre jüngere Seymour war ein passender Kandidat. Dennoch scheinen Arbellas Gefühle durchaus eine Rolle gespielt zu haben, wie sich aus einem späteren Brief von ihr an ihm herleiten lässt.
Relativ schnell sickerte die Nachricht von dieser Verbindung zum König durch, der eine Untersuchung anberaumte. Seymour schwor, er und Arbella hätten sich zwar verlobt, aber ohne Erlaubnis des Königs keine weiteren Schritte unternehmen wollen. Beide kamen mit einer scharfen Verwarnung davon, die Arbella allerdings dahingehend interpretierte, dass es ihr lediglich nicht gestattet war, einen Ausländer zu heiraten. Im Juni heirateten die beiden heimlich im Kreise weniger Freunde. Am 8. Juli wurde Seymour verhaftet, einen Tag später auch Arbella. Beiden wurde vorgeworfen, ihr Versprechen gebrochen zu haben. Arbella verteidigte sich und ihren Mann damit, dass auch Abraham und Isaak ihre Ehefrauen zeitweilig verleugnet hatten. Der venezianische Botschafter schrieb ahnungsvoll: „Ein Gesetz, das die unerlaubte Heirat von Abkömmlingen königlichen Blutes zur Majestätsbeleidigung und Rebellion erklärt, schadet ihrem Fall sehr. Gerüchten zufolge wird sie nicht so leicht davon kommen.“
Königin Anna und Prinz Henry versuchten zwischen dem König und Arbella zu vermitteln. Auch Arbella schrieb mehrere Petitionen an den König, doch Jakob ließ sich nicht erweichen. Politische Unruhen in Europa hatten in England Misstrauen und Unsicherheit geschürt. Katholiken war es verboten, in die Nähe des Hofes zu kommen und selbst die Feierlichkeiten, die Henry zum Fürsten von Wales machten, wurden abgekürzt, da Jakob sich von der Beliebtheit seines Sohnes bedroht fühlte. Arbellas Ehe mit Seymour stellte eine noch größere Bedrohung für ihn dar, da sie eine Alternative zu ihm darstellten. Die Lage spitzte sich zu, als Gerüchte umgingen, dass Arbella mit Seymours Kind schwanger war und eine Fehlgeburt erlitten hätte. Im Januar 1611 erhielt Arbella schließlich die Nachricht, dass Seymour zu lebenslanger Haft im Tower of London verurteilt worden war und sie selbst unter die Aufsicht des Bischofs von Durham gestellt wurde.
Arbella, inzwischen krank, schrieb panische Briefe an verschiedene Adlige, obwohl sie einige nur vom Namen her kannte und flehte sie um Hilfe an. Als Jakobs Delegation kam, um sie nach Norden zu bringen, weigerte sie sich das Bett zu verlassen, so dass man sie schließlich mitsamt der Matratze hinaustrug. Ihre Krankheit verzögerte die Reise in den Norden enorm und Arbella nutzte die Zeit, um Pläne zu schmieden. Ihre Tante Mary Talbot unterstützte sie darin, Geld beiseitezulegen, um dem Paar einen Neubeginn in Europa zu ermöglichen. Da Arbella und Seymour nach wie vor in Briefkontakt standen, war es ihnen möglich, ihre Aktionen zu koordinieren.

### Versuchte Flucht und letzte Jahre
Am Montag, dem 3. Juni, flohen Arbella und Seymour aus ihren jeweiligen Gefängnissen. Arbella verkleidete sich als Mann, um unerkannt zu entkommen. Seymour nutzte die Tatsache, dass er sich innerhalb der Festungsmauern frei bewegen durfte. Zeitgenossen zufolge tauschte er die Kleider mit seinem Barbier und verließ den Tower unbehelligt. Allerdings verzögerte sich seine Flucht, so dass er nicht rechtzeitig zum vereinbarten Treffpunkt erschien. Arbella verlor wertvolle Zeit, als sie auf ihn wartete und erreichte den Hafen von Leigh unter ungünstigen Witterungsbedingungen, was sie noch mehr Zeit kostete. Da sie hoffte, noch vor der Landung in Frankreich wieder auf Seymour zu treffen, ließ sie das Schiff länger als nötig im Ärmelkanal kreuzen. Nur wenig später wurde sie von einem englischen Schiff aufgegriffen, das wenige Stunden zuvor Order erhalten hatte, alle Schiffe zu durchsuchen. Seymour, der aufgrund des Wetters noch in England geblieben war, verließ am Donnerstag, dem 6. Juni, England und erreichte einen Tag später sicher Ostende.

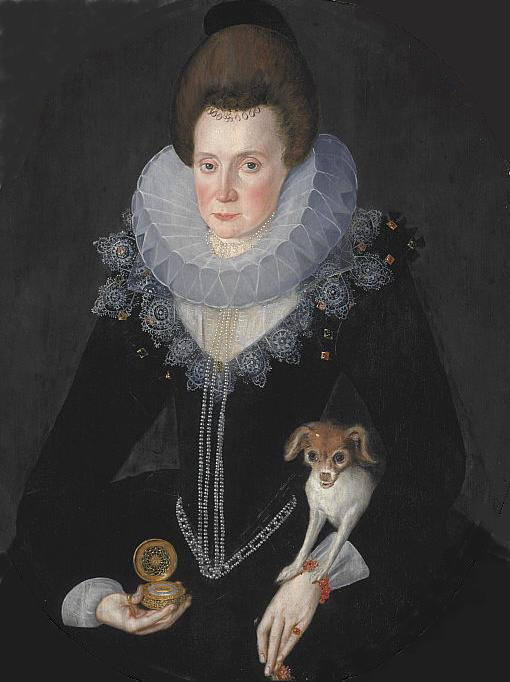
Arbella Stuart von Robert Peake

Als Verwandte des Königs hatte Arbella Anspruch auf die besseren Gemächer im Tower, durfte jedoch, anders als zuvor Seymour, die Räume nicht verlassen. Sie wurde deutlich strenger behandelt als ihre ebenfalls gefangene Tante Mary Talbot und ihre Petitionen für Freilassung wurden ignoriert. Nach ihren Briefen zu schließen sah Arbella nicht ein, dass sie etwas Unrechtes getan hatte, obwohl die Auswanderung ohne Erlaubnis sowie Ausbruch aus dem Gefängnis nach damaligem Recht durchaus Verbrechen waren. Anders als ihre Tante wurde Arbella auch niemals vor Gericht gestellt. Im Jahr 1612 starb zudem Robert Cecil, der stets ein Vermittler zwischen ihr und dem König gewesen war. Nur wenig später wurde auch ihre Leibrente gekürzt, ein harter Schlag, da sie für ihren Unterhalt im Tower selbst aufkommen musste. Dennoch bestellte sie anlässlich der Hochzeit von Jakobs Tochter Elisabeth Stuart im Jahr 1613 vier teure neue Kleider in der irrigen Annahme, sie würde zu den Festlichkeiten eingeladen werden. Historiker sind sich uneins, ob sie lediglich falsche Hoffnungen hegte oder die Gefangenschaft ihren Verstand negativ beeinflusste.
Während ihrer Haft zerstritt sich Arbella obendrein mit ihrer Tante Mary Talbot, die ihr jahrelang zur Seite gestanden hatte. Arbellas Angaben zufolge hatte Mary versucht, sie zum Katholizismus zu bekehren. Da immer wieder Gerüchte aufkamen, dass die Katholiken versuchten, Arbella zu befreien, wurde sie vom Aufseher des Towers, Sir William Wade, verhört. Arbellas Geschichte erinnerte jedoch stark an ihren Versuch, Königin Elisabeths Aufmerksamkeit auf sich zu lenken und Mary Talbot behauptete, ihre Nichte sei nicht bei Verstand gewesen, als sie diese Anklage erhob. Zu ihrer Aussage passt, dass Arbella in dieser Zeit mehrere heftige Krankheitsanfälle erlitt, möglicherweise aufgrund von Porphyrie. Dennoch sorgte Arbella einmal mehr für Aufmerksamkeit, als sie heimlich eine Kopie ihres Zellenschlüssels anfertigte und ihn Jakob überreichte, als Zeichen dafür, dass sie sich ihm unterwarf, obwohl sie hätte entkommen können. Jakob allerdings sah es als einen weiteren Beweis für ihre Widerspenstigkeit und Arroganz.
Über Arbellas letztes Jahr ist wenig bekannt. Im Sommer 1614 wurden Vorbereitungen getroffen, sie für längere Zeit im Tower zu behalten und ihr Gesundheitszustand verschlechterte sich immer mehr. Im Herbst wurde sie bettlägerig, weigerte sich aber, sich von Ärzten untersuchen zu lassen. Schließlich verweigerte sie die Nahrung und starb am 25. September 1615. Obwohl Gift vermutet wurde, lautete die offizielle Lesart, dass sie verhungerte. Sie wurde in Westminster Abbey in der Gruft ihrer Tante Maria Stuart beerdigt.

## Nachruf
Arbellas Flucht aus England und ihre erneute Verhaftung wurde in einer zeitgenössischen Ballade The True Lovers’ Knot Untied verarbeitet. In ihr findet ein fiktionaler Dialog zwischen Jakob, Arbella und Königin Anna statt, nachdem Arbella wieder eingefangen wurde. In ihr beklagt Arbella ihre hohe Geburt, da sie selbst als Milchmädchen mehr Freiheit in der Liebe gehabt habe. Jakob wird als versöhnungsbereiter Kavalier dargestellt, der Arbella persönlich die Freiheit geben würde, aber an die Beschlüsse seines Rates gebunden ist. Kurz nach ihrem Tod nannten diverse adligen Familien Englands ihre neugeborene Töchter Arbella. Als im März 1630 englische Schiffe Richtung Amerika aufbrachen, trug eins der Schiffe den Namen Arbella.
Schnell wurde Arbellas Name mit dem Streben nach Freiheit und sogar Demokratie gleichgesetzt, hauptsächlich wegen Jakobs zunehmender Unbeliebtheit. Möglicherweise inspirierte ihr Schicksal William Shakespeare zu seinem Stück Cymbeline. Der deutsche Dramatiker Rudolf von Gottschall bearbeitete Arbellas Leben 1877 in seinem Theaterstück Arabella Stuart. Trauerspiel in fünf Aufzügen.

## Werke
- Sara Jayne Steen (Hrsg.): The Letters of Lady Arbella Stuart. (= Women Writers in English 1350–1850.) Oxford University Press, New York u. a. 1994, ISBN 0-19-508057-2.